# Golden Globe Awards 1979
Die 36. Verleihung der Golden Globe Awards fand am 27. Januar 1979 statt.

## Preisträger und Nominierungen

### Bester Film – Drama
12 Uhr nachts – Midnight Express (Midnight Express) – Regie: Alan Parker
- Coming Home – Sie kehren heim (Coming Home) – Regie: Hal Ashby
- Die durch die Hölle gehen (The Deer Hunter) – Regie: Michael Cimino
- Eine entheiratete Frau (An Unmarried Woman) – Regie: Paul Mazursky
- In der Glut des Südens (Days of Heaven) – Regie: Terrence Malick

### Bester Film – Musical/Komödie
Der Himmel soll warten (Heaven Can Wait) – Regie: Warren Beatty, Buck Henry
- Das verrückte California-Hotel (California Suite) – Regie: Herbert Ross
- Eine ganz krumme Tour (Foul Play) – Regie: Colin Higgins
- Grease – Regie: Randal Kleiser
- Movie Movie – Regie: Stanley Donen

### Beste Regie
Michael Cimino – Die durch die Hölle gehen (The Deer Hunter)
- Woody Allen – Innenleben (Interiors)
- Hal Ashby – Coming Home – Sie kehren heim (Coming Home)
- Terrence Malick – In der Glut des Südens (Days of Heaven)
- Paul Mazursky – Eine entheiratete Frau (An Unmarried Woman)
- Alan Parker – 12 Uhr nachts – Midnight Express (Midnight Express)

### Bester Hauptdarsteller – Drama
Jon Voight – Coming Home – Sie kehren heim (Coming Home)
- Brad Davis – 12 Uhr nachts – Midnight Express (Midnight Express)
- Anthony Hopkins – Magic – Eine unheimliche Liebesgeschichte (Magic)
- Robert De Niro – Die durch die Hölle gehen (The Deer Hunter)
- Gregory Peck – The Boys from Brazil

### Beste Hauptdarstellerin – Drama
Jane Fonda – Coming Home – Sie kehren heim (Coming Home)
- Ingrid Bergman – Herbstsonate (Höstsonaten)
- Jill Clayburgh – Eine entheiratete Frau (An Unmarried Woman)
- Glenda Jackson – Stevie
- Geraldine Page – Innenleben (Interiors)

### Bester Hauptdarsteller – Musical/Komödie
Warren Beatty – Der Himmel soll warten (Heaven Can Wait)
- Alan Alda – Nächstes Jahr, selbe Zeit (Same Time, Next Year)
- Gary Busey – Die Buddy Holly Story (The Buddy Holly Story)
- Chevy Chase – Eine ganz krumme Tour (Foul Play)
- George C. Scott – Movie Movie
- John Travolta – Grease

### Beste Hauptdarstellerin – Musical/Komödie
Ellen Burstyn – Nächstes Jahr, selbe Zeit (Same Time, Next Year)

Maggie Smith – Das verrückte California-Hotel (California Suite)
- Jacqueline Bisset – Die Schlemmer-Orgie (Who Is Killing the Great Chefs of Europe?)
- Goldie Hawn – Eine ganz krumme Tour (Foul Play)
- Olivia Newton-John – Grease

### Bester Nebendarsteller
John Hurt – 12 Uhr nachts – Midnight Express (Midnight Express)
- Bruce Dern – Coming Home – Sie kehren heim (Coming Home)
- Robert Morley – Die Schlemmer-Orgie (Who Is Killing the Great Chefs of Europe?)
- Dudley Moore – Eine ganz krumme Tour (Foul Play)
- Christopher Walken – Die durch die Hölle gehen (The Deer Hunter)

### Beste Nebendarstellerin
Dyan Cannon – Der Himmel soll warten (Heaven Can Wait)
- Carol Burnett – Eine Hochzeit (A Wedding)
- Maureen Stapleton – Innenleben (Interiors)
- Meryl Streep – Die durch die Hölle gehen (The Deer Hunter)
- Mona Washbourne – Stevie

### Bester Nachwuchsdarsteller
Brad Davis – 12 Uhr nachts – Midnight Express (Midnight Express)
- Chevy Chase – Eine ganz krumme Tour (Foul Play)
- Harry Hamlin – Movie Movie
- Doug McKeon – Solo mit Trompete (Uncle Joe Shannon)
- Eric Roberts – König der Zigeuner (King of the Gypsies)
- Andrew Stevens – Die Boys von Kompanie C. (The Boys in Company C)

### Beste Nachwuchsdarstellerin
Irene Miracle – 12 Uhr nachts – Midnight Express (Midnight Express)
- Anne Ditchburn – Mit Dir in einer großen Stadt (Slow Dancing in the Big City)
- Annie Potts – Zwei heiße Typen auf dem Highway (Corvette Summer)
- Anita Skinner – Girlfriends
- Mary Steenburgen – Der Galgenstrick (Goin’ South)

### Bestes Drehbuch
Oliver Stone – 12 Uhr nachts – Midnight Express (Midnight Express)
- Woody Allen – Innenleben (Interiors)
- Colin Higgins – Eine ganz krumme Tour (Foul Play)
- Robert C. Jones, Waldo Salt – Coming Home – Sie kehren heim (Coming Home)
- Paul Mazursky – Eine entheiratete Frau (An Unmarried Woman)
- Deric Washburn – Die durch die Hölle gehen (The Deer Hunter)

### Beste Filmmusik
Giorgio Moroder – 12 Uhr nachts – Midnight Express (Midnight Express)
- Bill Conti – Eine entheiratete Frau (An Unmarried Woman)
- Chuck Mangione – Die Kinder von Sanchez (The Children of Sanchez)
- Leonard Rosenman – Der Herr der Ringe (The Lord of the Rings)
- John Williams – Superman

### Bester Filmsong
„Last Dance“ aus Gottseidank, es ist Freitag (Thank God It's Friday) – Paul Jabara
- „Grease“ aus Grease – Barry Gibb
- „Ready to Take a Chance Again“ aus Eine ganz krumme Tour (Foul Play) – Charles Fox, Norman Gimbel
- „The Last Time I Felt Like This“ aus Nächstes Jahr, selbe Zeit (Same Time, Next Year) – Alan Bergman, Marilyn Bergman, Marvin Hamlisch
- „You’re the One That I Want“ aus Grease – John Farrar

### Bester fremdsprachiger Film
Herbstsonate (Höstsonaten), Schweden – Regie: Ingmar Bergman
- Dona Flor und ihre zwei Ehemänner (Dona Flor e Seus Dois Maridos), Brasilien – Regie: Bruno Barreto
- Eis am Stiel (Eskimo Limon), Israel – Regie: Boaz Davidson
- Frau zu verschenken (Preparez vos mouchoirs), Frankreich – Regie: Bertrand Blier
- Tod auf dem Nil (Death on the Nile), Großbritannien – Regie: John Guillermin
- Traum einer Leidenschaft (Kravgi gynaikon), Griechenland – Regie: Jules Dassin

## Nominierungen und Gewinner im Bereich Fernsehen

### Beste Fernsehserie – Drama
60 Minutes
- Eine amerikanische Familie (Family)
- Holocaust – Die Geschichte der Familie Weiss (Holocaust)
- Kampfstern Galactica (Battlestar Galactica)
- Lou Grant

### Bester Darsteller in einer Fernsehserie – Drama
Michael Moriarty – Holocaust – Die Geschichte der Familie Weiss (Holocaust)
- Ed Asner – Lou Grant
- James Garner – Detektiv Rockford – Anruf genügt (The Rockford Files)
- Richard Hatch – Kampfstern Galactica (Battlestar Galactica)
- John Houseman – The Paper Chase
- Michael Landon – Unsere kleine Farm (Little House on the Prairie)

### Beste Darstellerin in einer Fernsehserie – Drama
Rosemary Harris – Holocaust – Die Geschichte der Familie Weiss (Holocaust)
- Kate Jackson – Drei Engel für Charlie (Charlie’s Angels)
- Kristy McNichol – Eine amerikanische Familie (Family)
- Lee Remick – Räder (Wheels)
- Sada Thompson – Eine amerikanische Familie (Family)

### Beste Fernsehserie – Komödie/Musical
Taxi
- All in the Family
- Herzbube mit zwei Damen (Three's Company)
- Imbiß mit Biß (Alice)
- Love Boat (The Love Boat)

### Bester Darsteller in einer Fernsehserie – Komödie/Musical
Robin Williams – Mork vom Ork (Mork & Mindy)
- Alan Alda – M*A*S*H
- Judd Hirsch – Taxi
- Gavin MacLeod – Love Boat (The Love Boat)
- John Ritter – Herzbube mit zwei Damen (Three’s Company)

### Beste Darstellerin in einer Fernsehserie – Komödie/Musical
Linda Lavin – Imbiß mit Biß (Alice)
- Carol Burnett – The Carol Burnett Show
- Penny Marshall – Laverne & Shirley
- Suzanne Somers – Herzbube mit zwei Damen (Three’s Company)
- Jean Stapleton – All in the Family

### Bester Fernsehfilm
Was soll denn nur mit Vater werden? (A Family Upside Down)
- Am Anfang weint man (First, You Cry)
- Liebe vor Gericht (A Question of Love)
- Little Women
- The Bastard
- The Immigrants
- Ziegfeld: The Man and His Women

### Bester Nebendarsteller in einer Serie, einer Miniserie oder einem Fernsehfilm
Norman Fell – Herzbube mit zwei Damen (Three’s Company)
- Jeff Conaway – Taxi
- Danny DeVito – Taxi
- Pat Harrington Jr. – One day at a Time
- Andy Kaufman – Taxi

### Beste Nebendarstellerin in einer Serie, einer Miniserie oder einem Fernsehfilm
Polly Holliday – Imbiß mit Biß (Alice)
- Marilu Henner – Taxi
- Julie Kavner – Rhoda
- Linda Kelsey – Lou Grant
- Audra Lindley – Herzbube mit zwei Damen (Three’s Company)
- Nancy Walker – Rhoda